# James Warburg
James Paul Warburg (* 18. August 1896 in Hamburg, Deutsches Kaiserreich; † 3. Juni 1969 in Washington, D.C., Vereinigte Staaten) war ein US-amerikanischer Bankier, Unternehmer und Autor. Bekannt wurde er als Finanzberater von Franklin D. Roosevelt. Nach dem Zweiten Weltkrieg war Warburg Mitglied bei der Society for the Prevention of World War III zur Unterstützung des Morgenthau-Plans.

## Laufbahn
James Warburgs Vater war der Bankier Paul Moritz Warburg, Mitglied der deutsch-jüdischen Bankiers-Familie Warburg und „Vater“ des Federal Reserve Systems. Seine Mutter war Nina J. Loeb, Tochter von Solomon Loeb, einem Gründer der New Yorker Investmentfirma Kuhn, Loeb & Co. Geboren in Hamburg, besuchte er die Middlesex School und die Harvard University. Während des Ersten Weltkriegs diente er im Marinefliegerkorps, bevor er eine Karriere in der Wirtschaft einschlug. Zwischen 1919 und 1921 war er bei der First National Bank of Boston tätig. Zwischen 1921 und 1929 war er Vizepräsident bei der International Acceptance Bank. Von 1929 bis 1931 war er Präsident der International Manhattan Company und anschließend von 1931 bis 1932 Präsident der International Acceptance Bank. Zwischen 1932 und 1935 war er stellvertretender Vorsitzender des Vorstands der Bank of the Manhattan Company. Während seiner Tätigkeit bei der Bank of Manhattan wurde er Finanzberater von Präsident Roosevelt. Dazu gehörte auch die Funktion des Finanzberaters auf der Londoner Wirtschaftskonferenz 1933.
Warburg verließ die Regierung 1934, nachdem er sich gegen bestimmte Maßnahmen des New Deal ausgesprochen hatte. Er war jedoch gegen den außenpolitischen Isolationismus und trat 1941 als Sonderassistent von William Joseph Donovan, des Koordinators für Information zur Zentralisierung der Propaganda- und Geheimdienstaktivitäten während des Zweiten Weltkrieges wieder in den Regierungsdienst ein. Als 1942 die Zuständigkeit für Propaganda auf das Office of War Information übertragen wurde, wurde er dessen stellvertretender Direktor der Überseeabteilung. Nach Kriegsende schrieb er zahlreiche Bücher über die US-Außenpolitik und war ein entschiedener Befürworter der nuklearen Abrüstung. Er setzte sich auch für die Umsetzung des Morgenthau-Plans ein, konnte sich damit jedoch nicht durchsetzten. Zusammen mit dem Sears-Erben Philip Stern half er 1963 bei der Gründung des in Washington ansässigen Institute for Policy Studies. Warburg war auch Mitglied des Council on Foreign Relations. Er erlangte einige Aufmerksamkeit, als er am 17. Februar 1950 vor dem Ausschuss für auswärtige Beziehungen des US-Senats sagte: „Wir werden eine Weltregierung haben, ob wir sie wollen oder nicht. Die Frage ist nur, ob die Weltregierung durch Zustimmung oder durch Eroberung erreicht wird.“

## Privatleben
Im Jahr 1918 heiratete Warburg die Komponistin und Musikerin Kay Swift. Swift war Protestantin und Warburgs Onkel, Jakob Schiff, war deswegen gegen die Heirat. Sie hatten drei Töchter: April Carlotta Warburg Gagliano, Andrea Warburg Kaufman, und Kay Levin. Unter dem Pseudonym „Paul James“ (Vor- und zweiter Vorname vertauscht) schrieb Warburg den Text zu Swifts Hit „Can't We Be Friends?“ aus dem Jahr 1929. Sie ließen sich Ende 1934 als Folge von Swifts langjähriger Beziehung zu George Gershwin scheiden. 1935 heiratete Warburg seine zweite Frau, Phyllis Baldwin. Am 6. September 1948 heiratete er seine dritte Frau, Joan Melber, eine Kongregationalistin, in einer christlichen Zeremonie. Sie hatten vier Kinder: James P., Jr., Jennifer, Philip und Sally Bliumis-Dunn. Warburg ist auch der Großvater der Schriftstellerin Katharine Weber, der Tochter von Andrea. 

## Veröffentlichungen
- It’s Up to Us. New York: Alfred A. Knopf, 1934.
- Hell Bent for Election. New York: Doubleday Doran, 1935.
- Still Hell Bent. New York: Doubleday, 1936.
- The Long Road Home: The Autobiography of a Maverick. New York: Doubleday, 1964.
- Western Intruders: America's Role in the Far East. New York: Atheneum Books, 1967.